# Pranceacanthus
- Commons
- Wikispecies

Pranceacanthus Wassh., segundo o Sistema APG II, é um género botânico pertencente à família Acanthaceae.

## Espécies
Apresenta uma única espécie:
- Pranceacanthus coccineus
- «Lista das espécies»

## Nome e referências
Pranceacanthus D.C.Wasshausen

## Classificação do gênero
| Sistema | Classificação                       | Referência            |
| ------- | ----------------------------------- | --------------------- |
| APG II  | Ordem Lamiales, família Acanthaceae | APweb, versão 9, 2008 |